# دوبروفکا (شهرستان باکالینسکی، باشقیرستان)
دوبروفکا (به لاتین: Dubrovka) یک منطقهٔ مسکونی در روسیه است که در باشقیرستان واقع شده‌است.